# Chris Lee (politico)
Christopher John Lee, detto Chris (Kenmore, 1º aprile 1964), è un politico statunitense, membro della Camera dei Rappresentanti per lo stato di New York dal 2009 al 2011.

## Biografia
Nato e cresciuto nello stato di New York, Lee studiò economia all'Università di Rochester e successivamente lavorò nel mondo dell'industria. Fu presidente di una società fondata da suo padre, la International Motion Control, fin quando l'azienda venne ceduta alla ITT Corporation per 395 milioni di dollari.
Entrato in politica con il Partito Repubblicano, nel 2008 venne eletto all'interno della Camera dei Rappresentanti. Lee fu riconfermato dagli elettori nel 2010 con oltre il 70% delle preferenze.
Alcuni mesi dopo, nel febbraio 2011, Lee fu coinvolto in uno scandalo sessuale: il blog Gawker pubblicò infatti una foto del deputato a torso nudo che egli stesso aveva inviato ad una ragazza durante una conversazione online in risposta ad un annuncio su Craigslist. Lee, sposato e padre di un figlio, annunciò le sue immediate dimissioni dal Congresso. Per sostituirlo, vennero indette delle elezioni speciali che furono vinte dalla candidata democratica Kathy Hochul.